# Bistum Bùi Chu
Das Bistum Bùi Chu (lateinisch Dioecesis Buichuensis, vietnamesisch Giáo phận Bùi Chu) ist eine in Vietnam gelegene römisch-katholische Diözese mit Sitz in Bùi Chu.

## Geschichte
Papst Pius IX. gründete das Apostolische Vikariat Zentraltonking am 5. September 1848 aus Gebietsabtretungen des Apostolischen Vikariats Osttonking. Am 3. November 1924 nahm es den Namen Apostolisches Vikariat Bùi Chu an. 
Am 9. März 1936 verlor es einen Teil seines Territoriums zugunsten an die Apostolische Vikariat Thái Binh. Mit der Apostolischen Konstitution Venerabilium Nostrorum wurde es am 24. November 1960 zum Bistum erhoben. 

## Ordinarien

### Apostolische Vikare von Zentraltonking
- Domingo Martí OP (5. September 1848 – 26. August 1852)
- José María Díaz Sanjurjo OP (26. August 1852 – 20. Juli 1857)
- Melchor García Sampedro OP (20. Juli 1857 – 28. Juli 1858)
- Valentín Faustino de Berrio-Ochoa y Aristi OP (28. Juli 1858 – 1. November 1861)
- Bernabé García Cezón OP (9. September 1864 – November 1879)
- Manuel Ignacio Riaño OP (November 1879 – 26. November 1884)
- Wenceslao Oñate OP (26. November 1884 – 23. Juni 1897)
- Máximo Fernández OP (12. Februar 1898 – 14. August 1907)
- Pedro Muñagorri y Obineta OP (14. August 1907 – 3. Dezember 1924)

### Apostolische Vikare von Bùi Chu
- Pedro Muñagorri y Obineta OP (3. Dezember 1924 – 17. Juni 1936)
- Dominique Ho Ngoc Cân (17. Juni 1936 – 28. November 1948)
- Pierre Marie Pham-Ngoc-Chi (3. Februar 1950 – 5. März 1960)
- Joseph Maria Phâm-Nang-Tinh (5. März 1960 – 24. November 1960)

### Bischöfe von Bùi Chu
- Joseph Maria Phâm-Nang-Tinh (24. November 1960 – 11. Februar 1974)
- Dominique Marie Lê-huu-Cung (28. April 1975 – 12. März 1987)
- Joseph Vû Duy Nhât (12. März 1987 – 11. Dezember 1999)
- Joseph Hoàng Van Tiem SDB (4. Juli 2001 – 17. August 2013)
- Thomas Vu Dình Hiêu (seit 17. August 2013)